# Somebody (canción de Bryan Adams)
«Somebody» es una canción de rock por escrito por Bryan Adams y Jim Vallance para el cuarto álbum de estudio de Adams Reckless (1984). Fue el segundo sencillo del álbum publicado Reckless. Es una de las canciones más populares y reconocidas del artista. La canción encabezó el Billborad Mainstream Rock Tracks Chart y alcanzó el número 11 en el Billboard Hot 100

## Recepción

### Crítica
Stewart Mason de Allmusic dice "Después del Himno Rawk ( "Run to You") y el poder sensible de la balada ( "Heaven"), "Somebody" se refiere como una recta singalong de una canción de rock-popcon un asesino coro asesino. Un regalo a toda una generación entera de bandas de cubrir el bar del circuito de trabajo, "Somebody" tiene un estribillo pegadizo y tan simple que usted realmente puede cantar junto a ella, incluso si nunca has oído la canción antes, y Adams y su socio indispensable, Jim Vallance, útil señalar la viabilidad de dicha actividad mediante la incorporación de un grande, un poco rasgados grupo de apoyo para los cantantes de una vampiresa largo fadeout. Más bien como "Run To You", "Somebody" es sólo un poco demasiado esquemático para calificar como un corazón de todos los tiempos de rock clásico, pero todavía suena bien en la radio."

### Llegada al Chart Mundial
"Somebody" se convirtió en una de las canciones más exitosas del Reckless y en la American rock Charts y posiblemente una de las más populares y reconocidas canciones de Bryan. "Somebody" fue lanzado mundialmente en 1984. La fue segundo en un hit en el Top Rock Tracks Chart y el número 11 en el Billboard Hot 100Top Rock Tracks chart y número 11 en el Billboard Hot 100. "Somebody" se colocó rápidamente en el Top 20 de las más principales de Chart Canadiense album y se mantuvo en ese Top por 6 semanas. "Somebody" fue el tercer hit en la tabla de Canadá. "Somebody" fue lanzado al siguiente mes en Europa y llegó al punto máximo en el top 20 en Irlanday alcanzó el Top 40 en el UK Singles Chart en el 35 y fue su tercer sencillo para Europa.

## Canciones
| N.º | Título      | Escritor(es)    | Duración |  |
| 1.  | «Somebody»  | Adams, Vallance | 4:44     |  |
| 2.  | «Long Gone» | Adams, Vallance | 3:57     |  |

## Personal
- Bryan Adams -  voz principal y coros, guitarra rítmica
- Keith Scott - guitarra principal y coros
- Dave Taylor - bajo
- Tommy Mandel - sintetizadores
- Mickey Curry - batería
- Jim Vallance - cabasa y agitador
- John Eddie - coros

## Tabla de posiciones
| Listas                       | Posición |
| ---------------------------- | -------- |
| US Billboard Hot 100         | 11       |
| US Billboard Top Rock Tracks | 1        |
| Canadian Singles Chart       | 13       |
| UK Singles Chart             | 35       |
| Irish Singles Chart          | 20       |

### Demanda de intercambio de archivos
véase el artículo principal: Capitolio contra Thomas
Alguien forma parte de las 24 canciones, para que el primer archivo de reparto de derechos de autor de infracción demanda presentada por los principales sellos discográficos a ser juzgado ante un jurado. Jammie Thomas, madre soltera de cuatro, fue hallado responsable en 2007 un juicio por infracción de las 24 canciones y se le ordenó pagar $ 222.000 ($ 9.250 / canción) en daños y perjuicios, en un segundo juicio, en 2009, un jurado encontró de nuevo contra Thomas, esta vez la adjudicación de $ 1.920.000 ($ 80.000 / canción) en daños y perjuicios.